# Бондурівська сільська рада (Гайсинський район)
| Бондурівська сільська рада — колишній орган місцевого самоврядування у Гайсинському районі Вінницької області з адміністративним центром у с. Бондурі. Сільській раді були підпорядковані населені пункти: - с. Бондурі - с. Шура-Бондурівська |

## Склад ради
Рада складалася з 16 депутатів та голови.

## Історія
На 1 жовтня 1959 Бондурянська, площа 3555 га, населення 3954 чоловік, 4 сільських населених пункта.